# Cryptocarya anamalayana
Cryptocarya anamalayana är en lagerväxtart som beskrevs av James Sykes Gamble. Cryptocarya anamalayana ingår i släktet Cryptocarya och familjen lagerväxter. Inga underarter finns listade i Catalogue of Life.